# Цветан Лазаров (художник)
Вижте пояснителната страница за други личности с името Цветан Лазаров.
Цветан Лазаров е български художник-живописец.

## Биография и творчество
Цветан Лазаров е роден на 10 февруари 1962 г. в Берковица. Завършва през 1981 г. Националната художествена гимназия „Илия Петров“ в класа на художника Радослав Лилов като специализира живопис и скулптура. Продължава образованието си в Националната художествена академия в София в периода 1984 – 1989 г. със специалност „Живопис“ в класа на проф. Добри Добрев.
От 1989 г. работи като художник на свободна практика в областта на живописта, скулптурата, акварела и рисунката. Има над 30 самостоятелни изложби у България и в чужбина – в София, Пловдив, Варна, Бургас, в Хускварна, Швеция, Антверпен, Белгия; Орхус, Дания; Париж, Франция; Ротердам, Холандия и др. През 1997 г. получава постоянна експозиция в престижната галерия „Смедбин“ в Хускварна, Швеция. Негови творби се намират в НХГ, в частни и общински колекции.
През 2010 г. печели втора награда за скулптура на симпозиума „Ателие на Дунава“ в Пьохларн, Австрия.
Живее и работи в София.